# Para entrar a vivir
Para entrar a vivir (Brasil: Na Teia do Mal / Portugal: Morada do Perigo) é um filme espanhol do gênero suspense dirigido por Jaume Balagueró.

## Sinopse
Clara (Macarena Gomez) e Mario (Adrià Collado) são um jovem casal que estão esperando um filho e à procura de uma casa. Tudo começa quando a agente da imobiliária (Nuria González) convence o casal para visitar um apartamento no subúrbio. Viajando de carro para chegar até a casa, o casal detesta o apartamento por estar em muito mau estado. Com as reclamações, a corretora apresenta uma mudança brusca em seu comportamento e decide aterrorizar o casal. Uma jovem (Ruth Diaz), que também está sendo perseguida pela corretora, se junta ao casal para conseguir ir embora com seu filho. Após várias tentativas infrutíferas de escapar, Clara descobre que todo o edifício é habitado por pessoas aprisionadas — a corretora e seu filho os mantém presos por terem sido egoístas com ela em relação ao apartamento.

## Elenco
| Intérprete     | Personagem       |
| -------------- | ---------------- |
| Macarena Gomez | Clara            |
| Adrià Collado  | Mario            |
| Nuria González | Portera          |
| Ruth Diaz      | Chica            |
| Roberto Romero | Filho da Portera |
| David Saldanya | Filho de Chica   |

## Realização
O filme foi filmado em Barcelona. O filme faz parte de uma coletânea de filmes de terror.

## Exibição
O filme atualmente é exibido no canal Space.